# Pristimantis aaptus
Pristimantis aaptus es una especie de anfibio anuro de la familia Strabomantidae.
Se encuentra en Colombia, Perú y posiblemente Brasil. Su hábitat natural son los bosques húmedos subtropicales o tropicales de tierras bajas y ríos.